# California (film 1977)
California è un film del 1977 diretto da Michele Lupo.
Pellicola di produzione italo-spagnola di genere western all'italiana.

## Trama
Dopo la fine della guerra di secessione americana, California e Willy, due ex commilitoni nell'esercito sudista, intraprendono insieme il cammino per tornare a casa, cercando di evitare un gruppo di cacciatori di taglie senza scrupoli, che uccidono i soldati sudisti che si sono macchiati di reati durante la guerra.
Willy viene ucciso dopo che i due hanno rubato un cavallo, per scappare da alcuni soldati nordisti che volevano vendicare un loro fratello morto in guerra.
California decide di portare la medaglia di Willy ai suoi genitori. Verrà convinto dalla sorella del morto a rimanere alla loro fattoria. Durante questo periodo, i due si innamorano, ma un giorno la ragazza viene rapita dai cacciatori di taglie, che la utilizzano come ostaggio per scappare dalla legge, che li ha dichiarati assassini.
California andrà alla ricerca dei rapitori per salvare la ragazza.